# 캔버라 스타디움

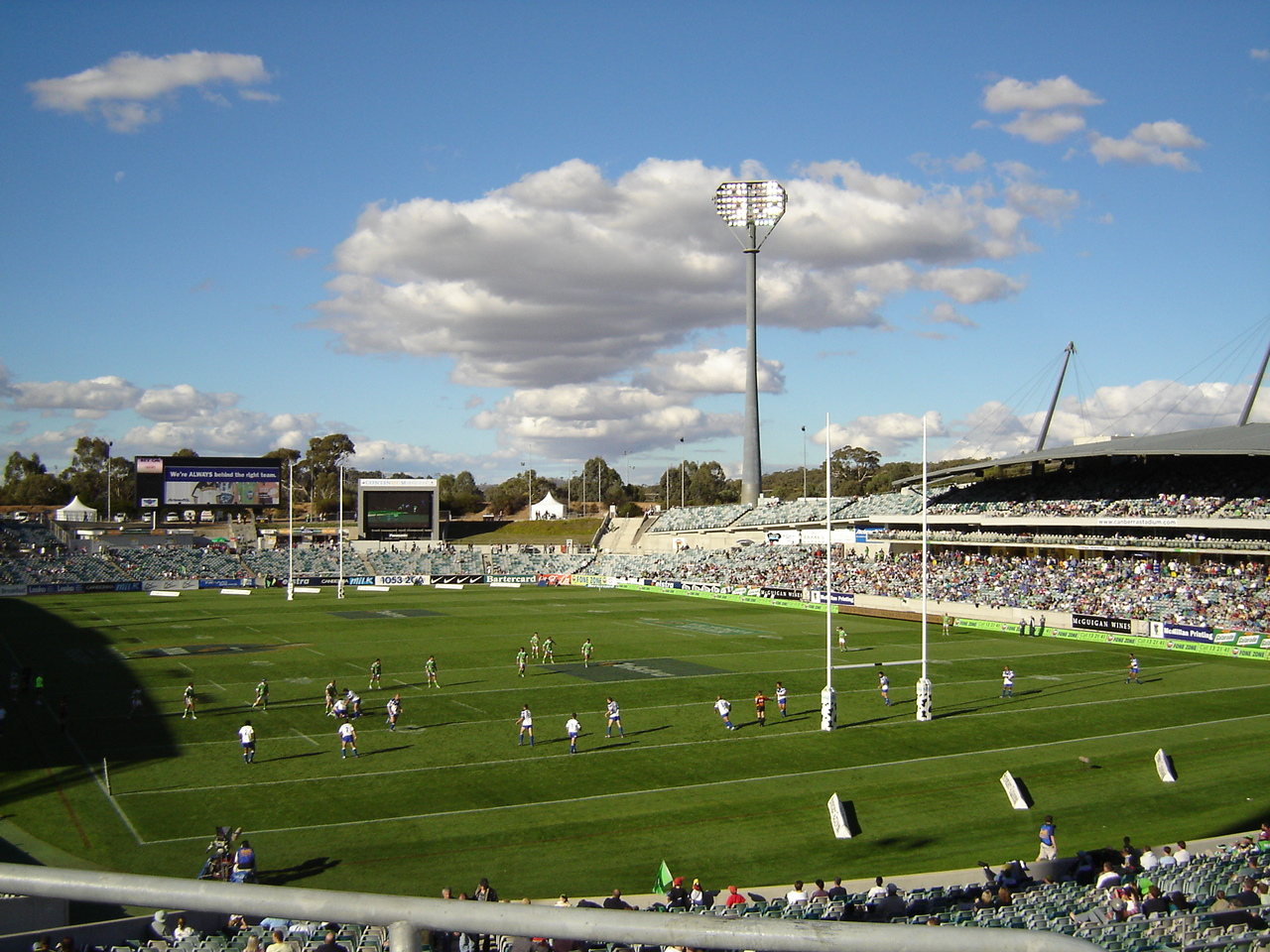
캔버라 스타디움

캔버라 스타디움(Canberra Stadium)은 1977년 개장한 오스트레일리아 캔버라의 다목적 경기장이다. 주로 럭비 유니온, 럭비 리그, 야구, 축구 용도로 쓰이며, 수용 인원은 25,011명이다.